# 印尼雙邊魚
印尼雙邊魚為輻鰭魚綱鱸形目鱸亞目雙邊魚科的其中一個種，分布於亞洲尼科巴群島、新幾內亞Sermowoi河水域，體長可達5公分。